# سليم كندي
سليم‌ كندي هي قرية في مقاطعة أرومية، إيران. يقدر عدد سكانها بـ 26 نسمة بحسب إحصاء 2016.